# Abdul Mannan Talukder
Abdul Mannan Talukder, beng. আবদুল মান্নান তালুকদার (ur. 2 marca 1936 w Sziradźgondźo, zm. 18 lipca 2025 w Dhaka) – banglijski polityk, deputowany.

## Działalność polityczna
Był politykiem Nacjonalistycznej Partii Bangladeszu. W okresie od 1991 do 2006 przez trzy kadencje zasiadał w Zgromadzeniu Narodowym Bangladeszu.